# MEDLINE
Medline (MEDlars onLINE) — крупнейшая библиографическая база статей по медицинским наукам, созданная Национальной медицинской библиотекой США (U.S. National Library of Medicine, NLM). Охватывает около 75 % мировых медицинских изданий. Использует словарь MeSH. MEDLINE является ключевой составляющей PubMed.
Преимущества базы:
- Быстрый поиск статей по заданной теме с получением для них абстрактов и библиографических данных;
- Предоставляется возможность связаться с авторами публикации.

Недостатки:
- Абстракты для старых статей могут быть неполны.

## Статистика
База содержит более 28 миллионов записей  о публикациях с 1950 года и до настоящего времени. Изначально база содержала статьи, написанные после 1965 года, но затем были добавлены и более ранние публикации. В настоящее время публикации с 1966 года входят в MEDLINE, а раннее этого года — в OLDMEDLINE.
Для записей, добавленных в 1995–2003 году: около 48 % опубликовано в США, около 88 % на английском языке и для 76 % имеются абстракты на английском языке, предоставленные авторами работы.
Индексируется около 5 тысяч научных журналов.

## Интерфейсы
Существует несколько интерфейсов, с помощью которых осуществляется доступ к базе данных Medline. Среди них свободные, такие как PubMed и HubMed, и коммерческие, например, Ovid Technologies, SwetsWise и некоторые другие.